# Walckenaeria faceta
Walckenaeria faceta este o specie de păianjeni din genul Walckenaeria, familia Linyphiidae, descrisă de Millidge, 1983. Conform Catalogue of Life specia Walckenaeria faceta nu are subspecii cunoscute.